# Тул-Ава
Тул-Ава (луговомар. Тул-ава; Тул — огонь, ава — мать, госпожа; горномар. тул-ава) — богиня огня в марийской мифологии.
По легендам, у неё есть муж и сын — Тул юмо (бог огня) и Тул водыж (дух огня).

## Описание
Тул-Ава насылала и предотвращала пожары, оберегала от злых духов, служила посредником между человеком и богами во время молений и жертвоприношений: «Мать огня, у тебя ноги долгие, сама тоненькая, язык бойкий: ступай скорее, скажи Юмо, что я обещаю принести в жертву» (ср. Найэква, «семиязыковая» богиня огня обских угров). Тул-Ава считалась защитницей от хищных зверей и птиц, от злых духов (таргылтышей) и болезней. Потеря огня предвещала несчастье. Охотники во время ночёвки в лесу ложились спать у огня. Тул-Ава могла взять под своё покровительство и душу человека. Считалось, что нельзя разбивать угли в очаге, иначе можно разозлить Тул-аву, потревожив её детей. Существовали запреты плевать в огонь, ругаться при огне.

## Мифы
Согласно мифологическим представлениям, огонь (тул ип, искру) первожители земли получили от удара кремниевыми камнями. Существовало также поверье об огне, спущенном с небес в виде камешка — громовой стрелы (Юмын кӱй). Герои марийских сказок огонь получают от лесных женщин (вувер кува, овда), которые за это требуют от людей жертвенных даров.
Сохранилась марийская легенда о том, как люди подружились с огнём. Божество огня является человеку в образе человека в белом одеянии и предлагает помощь в расчистке леса под посевы. Когда человек соглашается, огонь сжигает не только пни, но и лес. Человек выливает на землю котёл с молоком. Огонь тухнет, оставляя угли и пепел. Человек спрашивает огонь, почему тот не сжёг корни деревьев. Огонь отвечает, что его не пустили дальше земля и вода. После этого огонь приглашает человека к себе, угощает блинами и пивом. Гостю угощение приходится очень по вкусу и огонь рассказывает человеку о том, как следует готовить блины и пиво. После этого человек и огонь становятся друзьями. Огонь поселяется в печке, помогает человеку готовить пищу. Человек же обязывается кормить огонь дровами. Когда же нужно человеку куда-нибудь пойти, огонь отправляется вместе с ним в виде огнива.
Имеется мордовский миф о соперничестве Тол-Авы и Ведь-Авы: рассказывают, что однажды Тол-Ава позвала Ведь-Аву и её мужа на праздник по случаю рождения ребёнка. Выпив браги, владычицы стихий поссорились — каждая из них считала себя сильнее. Наконец, Ведь-Ава загнала Тол-Аву за камень, и та сдалась. После этого Ведь-Ава строго наказала Тол-Аве не жечь имущества бедных.
В предании о Кокше, отец будущего героя подвешивает люльку с сыном поближе к огню.
Существует также башкирский миф о происхождении башкир-гайнинцев: «В районе реки Тол (Тулва) появляются два брата Гайна и Айна. В одних вариантах они спускаются с неба, а в других ― едут из снежных стран. Едут эти братья на священном олене. И вдруг олень останавливается, топает ногой. Братья обнаруживают на этом месте огонь, спрятанный злой хозяйкой Тулавой. Братья вступают в борьбу с хозяйкой огня. Один из них погибает. А другой, по имени Гайна, победив хозяйку огня, высвобождает огонь из-под земли и, вложив его в мешок, сделанный из оленьей кожи, переправляется на южный берег реки Тол и становится зачинателем рода Гайна».
Есть варианты, где братья находят воду, спрятанную в подземелье, и освобождают её. Отсюда возникает река Тол (Тулва), и сами они получают название тулвинцев или тулбуйцев. Этноним Тулбуй (Тулва) указывает на прямую связь данного башкирского племени с древними финно-угорскими племенами. В марийском и мордовском языках слово Тулва означает «хозяйка огня» (тул огонь, ава хозяйка), а в карельском языке ― «хозяйка воды».

## Культ
При сильном пожаре бросали в огонь чёрную курицу или лили молоко чёрной коровы и молились Тул Аве, чтобы она не сожгла все селение. Охотники, разводя ночью костёр в лесу, молились матери огня, чтобы богиня оберегала их от злых духов. Тул определяла имя новорожденного. Для этого жрец высекал огонь из кремня. При каком имени загорался трут, тем именем и нарекали младенца. Сходный обряд присутствовал у алтайцев (От эне, Мать огня).
В марийском языке огонь (тул) имеет своё сакральное название — апа. Этим словом пользуются во время жертвоприношения, чтобы подчеркнуть почтительное отношение к огню — участнику священнодействия